# Mark Kheirallah

a Compétitions nationales et continentales officielles uniquement.

b Matchs officiels uniquement.
Mark Kheirallah, né le 15 février 1990 à Sydney (Australie), est un joueur de rugby à XIII australien évoluant au poste d'arrière ou de demi de mêlée. Formé aux Jets de Newton dans le championnat de Nouvelle-Galles du Sud, il fait ses débuts en National Rugby League avec les Roosters de Sydney lors de la saison 2011 mais ne prend part qu'à un match. Il décide en 2012 de quitter l'Australie pour tenter sa chance dans le Championnat de France avec le Toulouse olympique XIII. Il réalise une excellente saison 2013-2014 qui permet à Toulouse de réaliser le premier doublé Championnat de France-Coupe de France de son histoire, et où à chacune des finales il est désigné « homme du match ».

## Biographie
En finale de la Coupe de France 2014, il permet au Toulouse olympique XIII de remporter pour la première fois la compétition après six échecs en finale (1939, 1962, 1963, 1964, 1968 et 1976). Il inscrit vingt-quatre points (trois essais, cinq transformations et une pénalité).
En demi-finale du Championnat de France, Mark Kheirallah est l'un des artisans de la victoire du Toulouse olympique XIII, inscrivant quatorze des trente points de son équipe (un essai, quatre transformations et une pénalité) contre Villeneuve-sur-Lot pour une victoire 30-14. Lors de la finale du Championnat de France contre le FC Lézignan, il inscrit vingt-quatre points (soit trois essais, cinq transformations et une pénalité) devenant le deuxième meilleur réalisateur dans une finale du championnat (record est détenu par Pierre Lacaze (pour Toulouse également) lequel avait inscrit face à Villeneuve-sur-Lot vingt-six points lors de la finale 1965). Toulouse réalise alors le premier doublé de son histoire.
Il est retenu dans la liste des vingt-quatre joueurs sélectionnés pour disputer la Coupe du monde 2017. Durant cette compétition, il est titulaire au poste d'arrière et y inscrit un essai contre l'Australie à la suite d'une interception et d'une course de 80 mètres.

## Palmarès
- Collectif : 
  - Vainqueur du Championship : 2021 (Toulouse).
  - Vainqueur du Championnat de France : 2014 et 2015 (Toulouse).
  - Vainqueur de la Coupe de France : 2014 (Toulouse).

## Détails en sélection
| 1. | 13 octobre 2017  | Jamaïque   | 34-12 | Amical         | Arrière | - | - | - | - |
| 2. | 29 octobre 2017  | Liban      | 18-29 | Coupe du monde | Arrière | - | - | - | - |
| 3. | 3 novembre 2017  | Australie  | 6-52  | Coupe du monde | Arrière | 4 | 1 | - | - |
| 4. | 12 novembre 2017 | Angleterre | 6-36  | Coupe du monde | Arrière | - | - | - | - |
| 5. | 24 octobre 2021  | Angleterre | 10-30 | Test-match     | Arrière | 2 | - | 1 | - |